# Estampes (Gers)
Estampes település Franciaországban, Gers megyében. Lakosainak száma 162 fő (2022. január 1.). Estampes Estampures, Castex, Laguian-Mazous, Miélan, Montégut-Arros és Fréchède községekkel határos.

## Népesség
A település népességének változása:
| Lakosok száma | 274  | 207  | 189  | 173  | 164  | 162  | 159  | 161  | 162  | 162  |
|               | 1968 | 1982 | 1990 | 2006 | 2013 | 2015 | 2017 | 2019 | 2020 | 2022 |